# Cruz (Moca)
Cruz es un barrio ubicado en el municipio de Moca en el estado libre asociado de Puerto Rico. En el Censo de 2010 tenía una población de 1127 habitantes y una densidad poblacional de 220,66 personas por km².

## Geografía
Cruz se encuentra ubicado en las coordenadas 18°22′16″N 67°6′24″O / 18.37111, -67.10667. Según la Oficina del Censo de los Estados Unidos, Cruz tiene una superficie total de 5.11 km², de la cual 5.1 km² corresponden a tierra firme y (0.05%) 0 km² es agua.

## Demografía
Según el censo de 2010, había 1127 personas residiendo en Cruz. La densidad de población era de 220,66 hab./km². De los 1127 habitantes, Cruz estaba compuesto por el 95.12% blancos, el 1.69% eran afroamericanos, el 2.31% eran de otras razas y el 0.89% pertenecían a dos o más razas. Del total de la población el 99.2% eran hispanos o latinos de cualquier raza.